# 2013年塔吉克斯坦总统选举
2013年塔吉克斯坦总统选举于2013年11月6日举行，是塔吉克斯坦独立后的第四次总统选举。此次选举共有在任总统埃莫马利·拉赫蒙等六位候选人，获胜者将赢得七年总统任期。 评论普遍认为在任总统埃莫马利·拉赫蒙的对手缺乏竞争力，拉赫蒙将轻松连任。反对党伊斯兰复兴党与社会民主党推荐奥伊尼霍尔·博博纳扎罗娃参选，但因收集的选民签名不足，未能成功注册。伊斯兰复兴党和社会民主党呼吁选民抵制选举。 2013年11月7日，塔吉克斯坦中央选举公投委员会主席绍西勇在塔吉克斯坦首都杜尚别宣布了初步计票结果，埃莫马利·拉赫蒙得票83.6%，成功连任。最终结果将在投票结束后十日内公布。

## 候选人
此次总统大选共有6位成功注册的候选人。 候选人必须收集210,000个选民签名（5 %的选民签名）才能成功注册。 塔吉克斯坦最大的反对党伊斯兰复兴党与另一反对党社会民主党组成“支持改革”竞选联盟，推荐奥伊尼霍尔·博博纳扎罗娃参选，但因只收集到了202,000个签名，不足210,000个，只好退出大选。伊斯兰复兴党表示，他们征集签名时遭到地方政府骚扰，导致无法达到5%的门槛。伊斯兰复兴党和社会民主党呼吁选民抵制选举，并称这次选举只是一出大戏而已。
以下是此次大选的六位候选人：
- 阿利姆·巴巴耶夫（经济改革党）
- 塔利别克·布霍里耶夫（农业党）
- 阿卜杜哈利姆·加法罗夫（社会主义党）
- 赛义德卡法尔·伊斯马诺夫（民主党）
- 埃莫马利·拉赫蒙（在任总统，塔吉克斯坦人民民主黨）
- 伊斯梅尔·塔尔巴科夫（共产党）

分析认为，埃莫马利·拉赫蒙执政期间不断推动改革，国内生产总值保持7%的增长率，人民生活水平得到提高，拉赫蒙的五位对手声望远逊于他，拉赫蒙连任没有悬念。埃莫马利·拉赫蒙1992年11月19日当选为塔吉克斯坦最高苏维埃主席，1994年11月6日经全民投票当选塔吉克斯坦首任总统，1999年11月6日获得连任，2006年11月6日再次连任。按照2003年6月22日塔吉克斯坦全民公决通过的宪法修正案，塔吉克斯坦总统每个任期为七年，可连任一届。 这次公投使得拉赫蒙在1999年当选后有机会再赢得两个任期。拉赫蒙承诺，如果当选，将在下一个任期内把塔吉克斯坦贫困率降低至20 %，国民实际收入提高至原来的4倍。

## 监督
欧洲安全与合作组织、独立国家联合体、上海合作组织、驻塔吉克斯坦的外交使团共派出600余位观察员监督此次大选。

## 选举结果
| 候选人及党派                           | 得票      | %      |
| -------------------------------------- | --------- | ------ |
| 埃莫马利·拉赫蒙 – 塔吉克斯坦人民民主黨 | 3,023,754 | 83.92  |
| 伊斯梅尔·塔尔巴科夫 – 共产党           | 181,675   | 5.04   |
| 塔利别克·布霍里耶夫 – 农业党           | 166,224   | 4.61   |
| 阿利姆·巴巴耶夫 – 经济改革党           | 140,733   | 3.91   |
| 阿卜杜哈利姆·加法罗夫 – 社会主义党     | 54,148    | 1.50   |
| 赛义德卡法尔·伊斯马诺夫 – 民主党       | 36,573    | 1.02   |
| 无效票                                 | 36,949    | -      |
| 总计                                   | 3,640,056 | 100.00 |
| 登记选民/投票率                        | 4,201,156 | 86.64  |
| 来源: Media group “ASIA-Plus”          |           |        |

塔吉克斯坦法律规定：投票数超过选民人数50%，选举才被视为有效；首轮投票中如有候选人获得50%以上的选票，即可当选。投票在当地时间2013年11月6日上午6时开始，晚8时结束。据塔吉克斯坦中央选举公投委员会的数据，这次选举的登记选民共计420万，塔吉克斯坦国内设68个选区、3158个投票站，在境外的24个国家（一说为27个国家）设有61个投票站。总统选举的选票印有塔吉克语、俄语、乌兹别克语、吉尔吉斯语四种语言，并有高度防伪设计。 当地时间7日早上，塔吉克斯坦中央选举公投委员会主席绍西勇在塔吉克斯坦首都杜尚别宣布了初步计票结果，埃莫马利·拉赫蒙得票83%，成功连任。共产党候选人塔尔巴科夫得票5 %，位居第二。农业党候选人布霍里耶夫排在第三。 本次选举的投票率为86.6 %，略低于上一次总统选举（90.9 %）。最终结果将在投票结束后十日内公布。新任总统的就职典礼就在11月16日举行。